# Metanizer
Metanizer je vrsta trgovačkog broda namijenjenog za prijevoz ukapljenog plina, u ovom slučaju metana.
Prometuje između LNG-terminala.
Brod metanizer srednje veličine prometuje sa 125.000 prostornih metara tekućeg metana. Kada bismo tu prostornu mjeru preračunali u težinsku, uzevši u obzir gustoća metana u tekućem agregatnom stanju, koja iznosi 0,422 kg/dm 3), dobili bismo da se radi o 52.500 tona.
Napomenimo da je vrelišna točka metana -165 °C.